# Ярисар, Паоло
Паоло Ярисар Мартин дель Кампо (англ. Paolo Yrizar Martín del Campo; род. 6 октября 1997 или 6 августа 1997, Сантьяго-де-Керетаро) — мексиканский футболист, нападающий клуба «Дорадос де Синалоа» и сборной Мексики.

## Клубная карьера
Ярисар — воспитанник клуба «Керетаро» из своего родного города. 13 марта 2016 года в матче  «Леона» Паоло дебютировал в мексиканской Примере. 28 августа 2019 года в поединке против Веракрус Паоло забил свой первый гол за Керетаро. 

## Международная карьера
В 2017 году Ярисар в составе молодёжной сборной Мексики принял участие в молодёжном чемпионате Северной Америки в Коста-Рике. На турнире он сыграл в матче против команды Антигуа и Барбуды.
В 2017 году Ярисар принял участие в молодёжном чемпионате мира в Южной Корее. На турнире он сыграл в матчах против команд Вануату, Венесуэлы, Сенегала и Англии.
В 2019 году в составе олимпийской сборной Мексики Ярисар принял участие в Панамериканских играх в Перу. На турнире он сыграл в матчах против команд Панамы, Аргентины, Эквадора, Гондураса и Уругвая. В поединке против уругвайцев Паоло забил гол.
3 октября того же года в товарищеском матче против сборной Тринидада и Тобаго Ярисар дебютировал за сборную Мексики.